# Барышская Слобода
Барышская Слобода— село в Сурском районе Ульяновской области, входит в состав Сарского сельского поселения.

## География
Находится на левом берегу реки Сура на расстоянии примерно 10 километров по прямой на север-северо-восток от районного центра поселка Сурское.

## Название
Название Баранчеево произошло от названия озера Баран (нынешний Барышскослободской затон - остатки этого озера).

## История
Упоминается с 1552 года как Баранчеево (Баранчеева городище). Начиная с 1552 года владельцами Баранчеева городища были многие лица: сын Ивана Грозного — царевич Иван, боярин Хитрово, царевич Алексей, граф Скавренский, фаворит Екатерины Второй — князь Потемкин-Таврический, граф Потемкин. Последним владельцем Барышской Слободы был образованный аристократ, выходец из Швейцарии, граф Георгий Рибопьер, который очень любил Россию, свою родину, заботился о воспитании и обучении крестьянских детей.  
Два храма. Холодный храм каменный, двух-этажный, построен прихожанами в 1752 г.; престол в верхнем этаже — в честь Успения Божией Матери; Престол в нижнем этаже — во имя Святителя и Чудотворца Николая упразднен. Тёплый храм каменный же, построен прихожанами, престол в нём — во имя Святителя и Чудотворца Николая. Оба храма обнесены деревянной оградой. В 3-х верстах от храма есть деревянная часовня. 
В 1780 году, при создании Симбирское наместничество, село Барышская Слобода, помещичьих крестьян, вошло в состав Алатырский уезд. 
Храм каменный, построен прихожанами в 1787 г. Престолов в нем три: главный (холодный) — в честь Рождества Христова и в приделах (теплый): а) во имя Святителя и Чудотворца Николая и б) во имя преп. Сергия Радонежского Чудотворца.  
В XVIII веке действовала крупная пристань на Суре, где строили баржи и беляны.  
В 1859 году село Барыская Слобода входило во 2-й стан Алатырский уезд Симбирская губерния, имелось: церквей православных 2, базар еженедельный, судоходная пристань. 
В 1885 году была открыта земская школа.  
В 1913 году в селе было дворов 1063, жителей 5682 и три каменные церкви.  
В 1928 году был основан колхоз "Большевик", а с 1929 года заработал колхоз «Заветы Ильича». 

## Население
Население составляло: в 1780 г. — 1116 чел.; На 1900 г. прихожан в с. Барышской Слободе (н. р.; волост. правл.) 1175 м. и 1354 ж., и в 404 двор. 992 м. и 1092 ж.; В 1913 году в селе было дворов 1063, жителей 5682; 591 человек в 2002 году (русские 96%), 520 по переписи 2010 года.

## Известные уроженцы, жители
- Николай Розов — протоиерей, священномученик, с 1904 до 1906 года служил в храме Рождества Христова[11].

## Инфраструктура

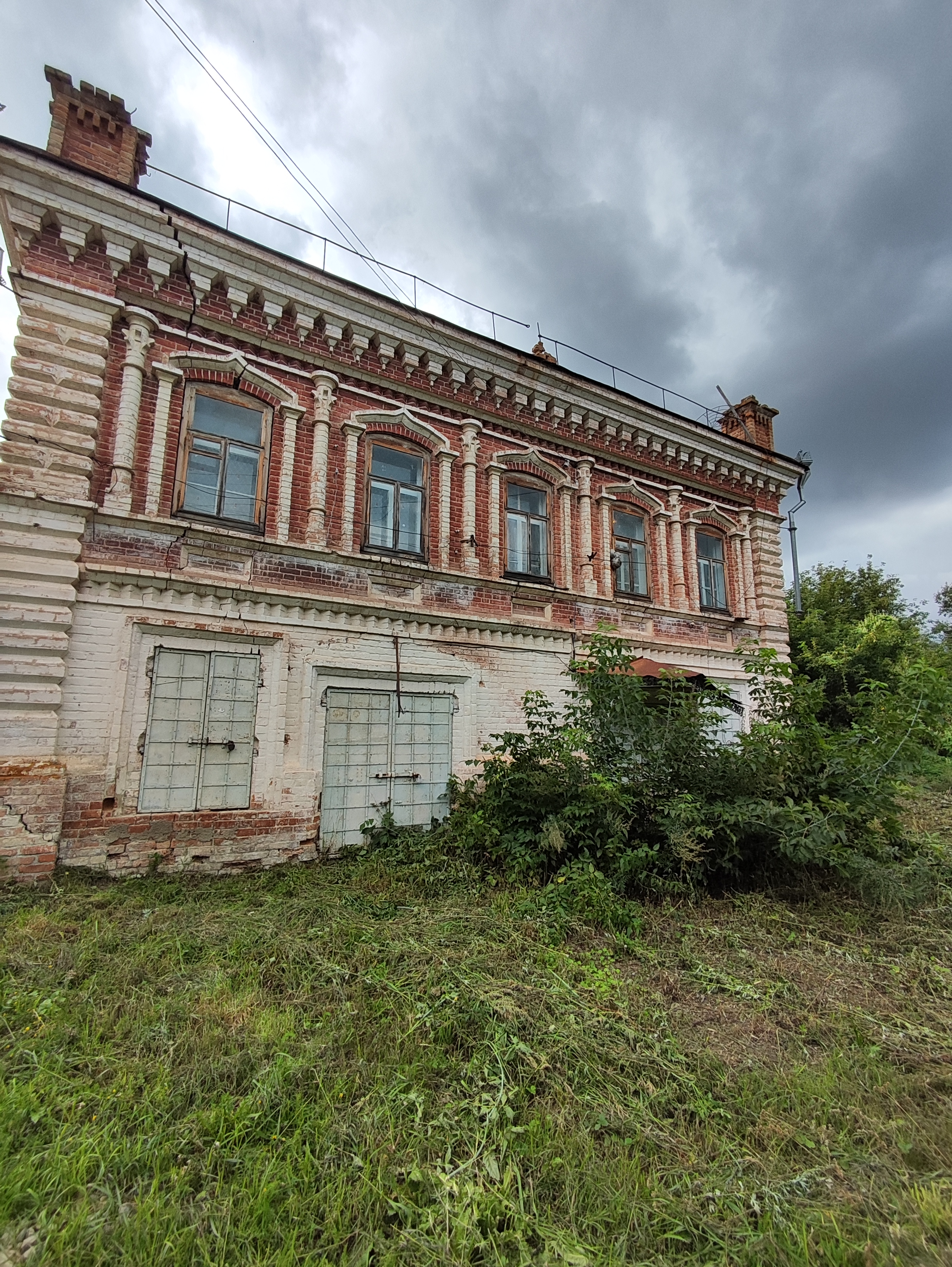
Жилой дом купеческий: улица Кирова, 11, Барышская Слобода.
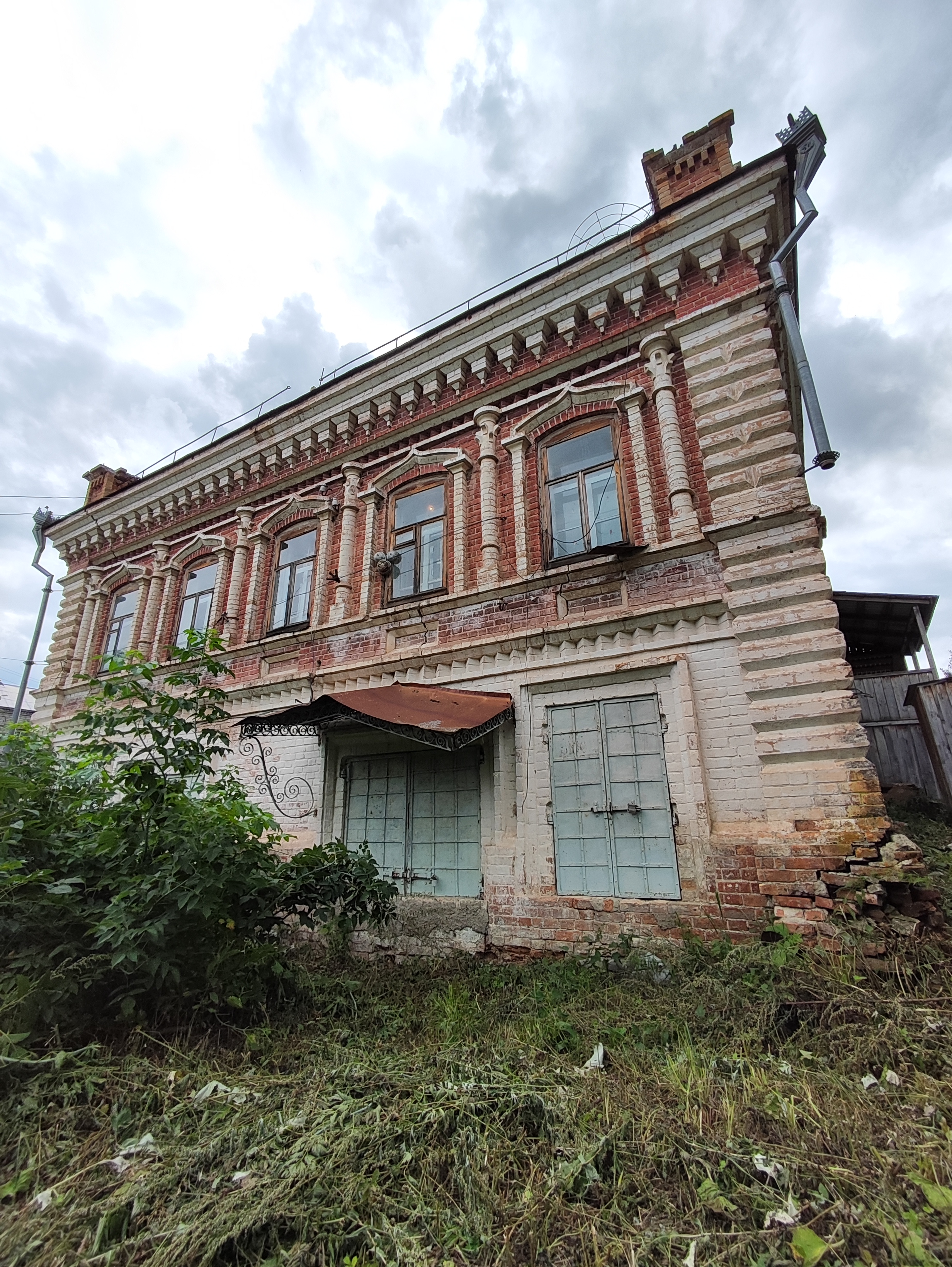

Основная школа 

## Достопримечательности
- Памятник погибшим воинам (1984 г.).

- Николаевский храм (Барышская Слобода)